# Paolo da Novi

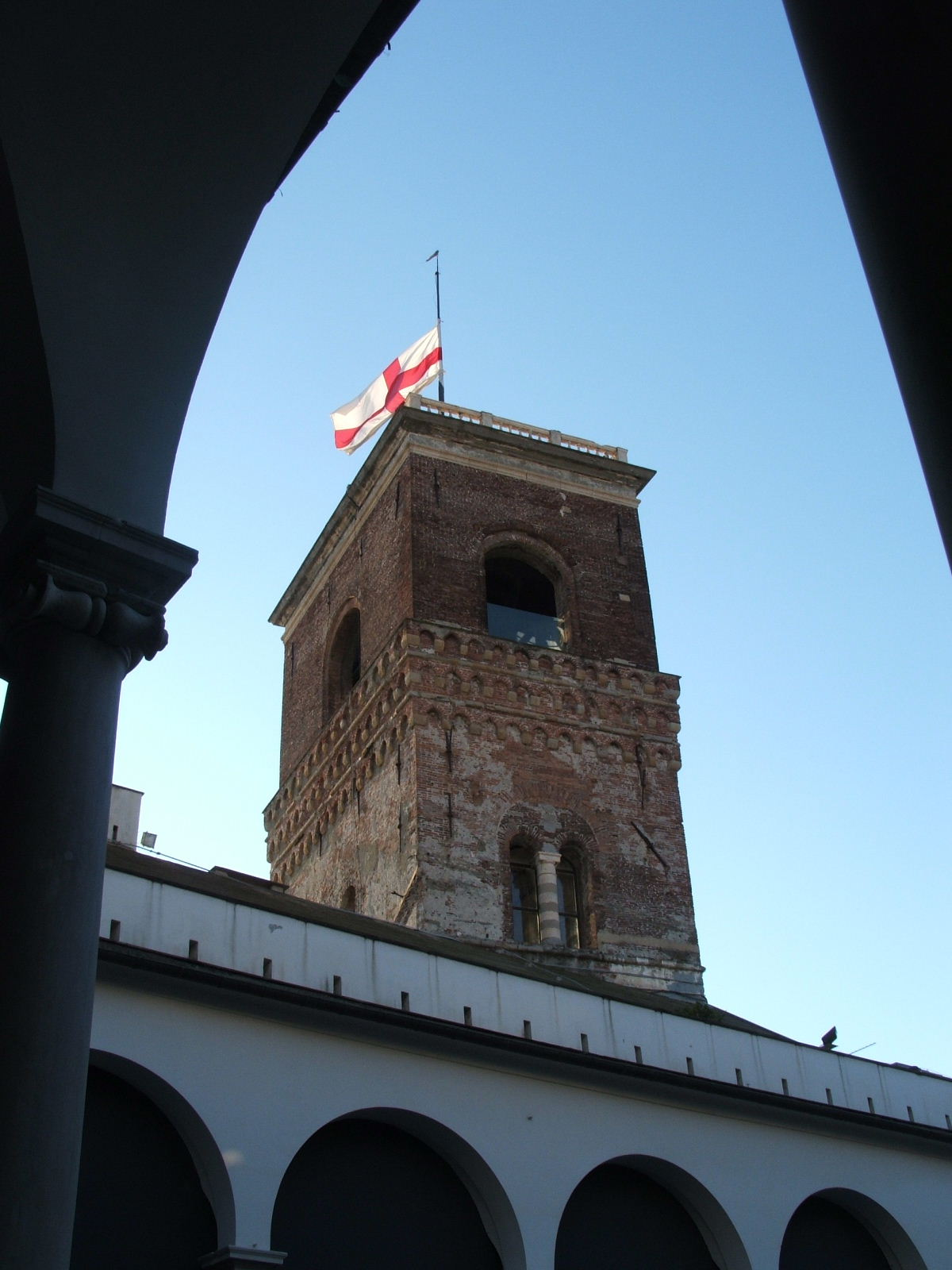
La Torre Grimaldina, parte del complesso del palazzo Ducale dove il 10 luglio 1507 fu esposta la testa decapitata di Paolo da Novi.

Paolo da Novi, pseudonimo di Paolo Cavanna (Novi Ligure, 1440 – Genova, 10 luglio 1507), fu il 42º doge della Repubblica di Genova, il primo e unico detto "del popolo" in quanto eletto dalla popolazione genovese. Fu, inoltre, il primo doge giustiziato con la pena della decapitazione.

## Biografia
Nativo dell'Oltregiogo, forse a Novi Ligure, con la sua famiglia si trasferì a Genova dove lavorò come tintore di seta. Sul finire del XV secolo fu nominato all'Ufficio della Balia, a cui seguì la nomina a capitano per la difesa delle Riviere.
In una Genova assoggettata e dedita alla corte di Luigi XII di Francia, e governata da governatori e luogotenenti francesi, fu tra i protagonisti dell'insurrezione popolare (in realtà guidata dalla media borghesia, stanca di essere esclusa dal potere, in mano alla vecchia nobiltà mercantile).
Nel 1507 la rivolta mise in fuga il governatore Filippo Roccabertin e la famiglia Fieschi, principale sostegno del re francese a Genova, con il popolo genovese ora chiamato ad eleggere un governo "popolare" che li rappresentasse e li guidasse. In una riunione del 10 aprile all'interno della chiesa di Santa Maria di Castello il popolo elesse otto tribuni e tra di essi figurò Paolo da Novi che in un governo detto "delle Cappette" (richiamante la "povertà" e la "semplicità" dei nuovi e popolari rappresentanti) fu eletto primo doge "del popolo": il quarantaduesimo nella storia repubblicana genovese.
Nel suo breve dogato - durato 17 giorni - quale uomo saggio e prudente, cercò di promuovere riforme a favore del popolo e della pacifica convivenza; per risanare le casse dello stato contrasse anche un mutuo con il Banco di San Giorgio. Tuttavia già il 27 aprile 1507 i soldati francesi e la nobiltà antica (ma anche la nuova) riuscirono a riaffermarsi sulla scena politica e a riprendere il potere su Genova. Scalzato dal trono dogale, Paolo da Novi scappò quindi verso la Toscana sperando di raggiungere Roma per ottenere l'aiuto di papa Giulio II, ostile alla Francia, imbarcandosi a Pisa sul brigantino di un certo Corsetto. La Repubblica di Genova - ora guidata dal governatore Filippo di Cleves - offrì una grande ricompensa per la sua cattura (800 scudi) e Corsetto, che inizialmente fece finta di assecondarlo, lo imprigionò e lo consegnò ai francesi, i quali lo riportarono a Genova.
Rientrato in catene a Genova, i Fieschi diffusero documenti falsi che provavano il suo tradimento alla repubblica. Rinchiuso nella torre della Grimaldina, dopo un processo sommario fu decapitato nella piazza di fronte al palazzo Ducale (odierna piazza Matteotti) il 10 luglio 1507. Il suo corpo venne squartato e ognuna delle quattro parti fu messa alle porte della città, mentre la testa fu issata su una lancia ed esposta sulla torre Grimaldina. Di fatto, fu il primo doge ad essere giustiziato.
Oggi gli è stata dedicata una piazza a Genova nei pressi di Corte Lambruschini e a Novi Ligure gli è stata dedicata una via nei pressi del castello genovese.